# NGC 7205
NGC 7205 ist eine aktive Spiralgalaxie mit ausgedehnten Sternentstehungsgebieten im Sternbild Indianer an der Grenze zum Sternbild Tukan am Südsternhimmel. Sie ist schätzungsweise 72 Millionen Lichtjahre von der Milchstraße entfernt und hat einen Durchmesser von etwa 90.000 Lichtjahren.
Das Objekt wurde am 10. Juli 1834 vom britischen Astronomen John Herschel entdeckt.